# Гёйчай (река)
Гёйчай (азерб. Göyçay) — река в Азербайджане, протекает по Габалинскому, Исмаиллинскому, Гёйчайскому и Уджарскому районам. Длина реки — 113 км. Площадь водосборного бассейна — 1770 км². Средний расход воды у города Гёйчай — 12,9 м³/с.
Берёт начало у подножья горы Бабадаг. В районе города Гёйчай разделяется на многочисленные рукава и каналы и широко используется на орошение.
Сливаясь с водами Турианчайского водосброса образует Карасу, левый приток Куры. Главные притоки — Айричай, Вандамчай, Карачай (рукав Дамирапаранчая) и другие.